# Corpo celeste
Pour plus de détails, voir Fiche technique et Distribution.
Corpo celeste est un film italo-franco-suisse, réalisé par Alice Rohrwacher et sorti en 2011. Le film a été sélectionné lors de la Quinzaine des réalisateurs au Festival de Cannes 2011.

## Synopsis
Marta, une jeune fille de 13 ans, essaie de s'adapter à une nouvelle existence. Elle vit désormais à Reggio de Calabre, ville de l'Italie du Sud, après huit ans passés en Suisse. Spectatrice attentive de son nouvel environnement, elle demeure, toutefois, étrangère à un milieu qu'elle ne comprend pas. Alors que son corps se transforme, elle se sent peu considérée par son entourage, à l'exception de sa mère. Faisant partie d'une famille très religieuse, elle prépare sa confirmation en suivant des cours de catéchisme. Le prêtre local, Don Lorenzo (Renato Carpentieri), cherche pour sa part à se faire muter dans une autre paroisse.

## Fiche technique
- Titre du film : Corpo celeste
- Réalisation et scénario : Alice Rohrwacher
- Directrice de la photographie : Hélène Louvart
- Décors : Luca Servino
- Costumes : Loredana Busceni
- Musique : Piero Crucutti
- Montage : Mario Spoletini
- Production : Carlo Cresto-Dina, Jacques Bidou, Marianne Dumoulin, Tiziana Soudani pour Tempesta Film (Italie)/JBA Production (France)/Amka Film Production (Suisse)/Rai Cinema (Italie)
- Durée : 92 minutes
- Pays de production :  Italie/ France/ Suisse
- Date de sortie : France : 28 décembre 2011

## Distribution

### Personnages principaux
- Yile Vianello : Marta
- Salvatore Cantalupo : Don Mario
- Anita Caprioli : Rita, la mère de Marta
- Renato Carpentieri : Don Lorenzo
- Pasqualina Scuncia : Santa
- Paola Lavini : Fortunata

### Personnages secondaires
- Maria Trunfio : Deborah
- Gianni Federico : Nino
- Maria Luisa de Crescenzo : Rosa
- Mario Canino : Alfri
- Monia Alfieri : Donatella
- Licia Amodeo : Flavia
- Carmelo Giordano : Ignazio
- Natale Carriago : Natale
- Federica Colonnetti : Federica
- Ahlam Harmouch : Jasmine
- Silvia Licciardo : Anna
- Gennaro Mallamaci : Gennaro
- Giuliano Marra : Giuliano
- Domenico Martorano : Domenico
- Sara Morabito : Sara
- Marco Tortora : Marco
- Cinzia Zoccali : Cinzia
- Marcello Fonte : Serveur au restaurant

## Distinctions
- Prix du jury - Festival international du film de femmes de Salé 2011
- Alice Rohrwacher a obtenu, en 2011, le Nastro d'argento du meilleur jeune réalisateur pour Corpo celeste.

## Analyse
Selon Alice Rohrwacher, Corpo celeste n'est surtout pas un film sur l'Église catholique romaine actuelle. Il n'ambitionne pas, non plus, d'être une critique de la direction de conscience des adolescents dans l'Italie contemporaine. C'est, dit-elle, « un film sur un extraterrestre qui arrive sur terre et qui doit comprendre comment devenir adulte. (...) J'ai pensé à une typologie d'adolescent avec lequel je m'identifie le plus, c'est-à-dire quelqu'un qui regarde avant d'effectuer un choix. (...) Comme j'ai vécu en dehors de l'Église et de la famille traditionnelle, je regarde ce monde comme quelque chose que je dois connaître, et lorsqu'on ne connaît pas, on perçoit mieux tous les aspects, on n'a pas une mémoire qu'on essaie de protéger. On a les yeux plus ouverts. » 
Frédéric Strauss (Télérama) constate, effectivement, qu'Alice Rohrwacher, suivant la voie de sa jeune héroïne Marta, « a tendance à se réfugier dans un cinéma mutique, à filmer en retrait. »
Cependant, « à travers les yeux de Marta, on discerne peu à peu le fonctionnement de cette communauté catholique qui a adopté un rituel berlusconien, fait de chorégraphies rudimentaires, de chansons aux mélodies stupides. Le recours à l'image numérique, l'importance conférée aux bruits de la ville donnent d'abord à Corpo celeste une dimension documentaire. On voit l'Église catholique comme on l'a rarement vue au cinéma, engagée dans une course commerciale face aux dénominations protestantes plus rompues aux règles du show business », écrit Thomas Sotinel.
« (...) Dans cet univers sans repères, où l'Église n'est plus qu'une pratique sociale sans spiritualité », Marta aurait, bien au contraire, « besoin d'ancrage dans le moment difficile du passage de l'enfance à l'adolescence. (...) Dans ce premier film, Alice Rohrwacher surprend par l'acuité de son regard, la maturité de son style, la précision de son approche des personnages. (...) Les marges urbaines (...) offrent le cadre inquiétant d'une société qui laisse les individus livrés à eux-mêmes, les enfants notamment pour qui le passage à l'adolescence se fait dans un sentiment d'incompréhension, d'autisme face à des adultes impuissants », note, pour sa part, Jean A. Gili.
Film désenchanté ? « Oui, par rapport aux stéréotypes du Sud et de la famille en Italie, mais je ne pense pas qu'il le soit par rapport à la vie », nous dit Alice Rohrwacher. Corpo celeste n'est, par ailleurs, teinté d'aucun anticléricalisme et, « Marta ne renonce pas à une quête spirituelle censée préparer à la confirmation. (...) Le décor, les gestes des personnages qui doivent rapporter un crucifix monumental jusqu'à la ville finissent de donner son ampleur à ce film inquiet. » 

## Corpo celeste: la scène du lézard
« Je voulais introduire dans le film quelque chose de miraculeux. J'ai commencé à penser à tout ce que je connaissais, même les choses les plus étranges. La queue du lézard a beau avoir une explication scientifique, cela a l'air d'un grand miracle. On parle toujours du sacré comme quelque chose de lointain, de parfait et on pense que les corps célestes sont toujours dans le ciel, mais le corps céleste est ici, nous y sommes. » 